# Francisco Ballesteros
Pour les articles homonymes, voir Ballesteros.
Francisco Ballesteros, né en 1770 à Saragosse et mort le 29 juin 1832 à Paris, est un général espagnol.

## Biographie
Capitaine lors de la campagne de Catalogne (1792-1795), il est destitué en 1804 à la suite d'une accusation calomnieuse de détournement. Il devient par la suite chef des douaniers dans les Asturies. Rappelé, il se distingue pendant l'invasion française de l'Espagne en tant que colonel et participe à la bataille de Bailén. Promu au grade de lieutenant-général, il défend l'Andalousie contre les maréchaux Soult et Mortier. À la suite de la nomination du marquis de Wellington comme chef des armées en Espagne, il s'insurge et est exilé à Ceuta. De nouveau rappelé, il abjure ses principes libéraux et est promu général en 1815 puis ministre de la Guerre par Ferdinand VII. Disgracié, il est mis en demi-solde et part à Valladolid où il devient un des chefs de l'insurrection espagnole.

## Révolution de 1820-1823
Rappelé par le roi qu'il exhorte à signer la constitution de 1812, il devient vice-président intérimaire et ferme des prisons de l'Inquisition en restaurant les libertés municipales. Le 7 juillet 1822, avec la Garde royale, il permet le maintien de la Constitution et est fait capitaine général de Madrid. En 1823, lors de l'expédition française en Espagne visant à rétablir Ferdinand sur le trône, il commande les troupes de l'armée constitutionnelle destinées à défendre la Navarre et l'Aragon. Il ne tarde cependant pas à capituler devant l'avance des troupes du duc d'Angoulême. En retraite à Cadix, il est blâmé par tous les partis et doit se retirer en France. Il meurt oublié à Paris le 29 juin 1832 et est inhumé au cimetière du Père-Lachaise (28e division).

## Sources
Cet article comprend des extraits du Dictionnaire Bouillet. Il est possible de supprimer cette indication, si le texte reflète le savoir actuel sur ce thème, si les sources sont citées, s'il satisfait aux exigences linguistiques actuelles et s'il ne contient pas de propos qui vont à l'encontre des règles de neutralité de Wikipédia.